# Алвито
Алвѝто (на италиански: Alvito) е малко градче и община в Централна Италия, провинция Фрозиноне, регион Лацио. Разположено е на 475 m надморска височина. Населението на общината е 2852 души (към 2010 г.).